# 킴 잭슨
킴 잭슨(Kim Jackson, 1965년 8월 22일  ~ )은 아일랜드의 가수이다. 유로비전 송 콘테스트 1991에서 아일랜드 대표로 참가했다.